# Danielle Campbell
Danielle Campbell (* 30. ledna 1995, Hinsdale, Illinois, Spojené státy americké) je americká herečka, která se nejvíce proslavila rolemi v Disney Channel původních filmech jako Rande s hvězdou a Prom. Mezi lety 2013–2016 v televizním seriálu stanice The CW The Originals roli Daviny Claire. Od roku 2018 hraje jednu z hlavních rolí v seriálu Nepohádky.

## Životopis
Danielle pochází z Hindsale v Illinois. Je dcerou Georganne a Johna Campbellových, má mladšího bratra Johnnyho. Byla objevena v kadeřnictví v Chicagu.

## Kariéra
Její první televizní rolí byla postava Gracey Hollander v pěti epizodách seriálu Útěk z vězení. Také se objevila v mezinárodní reklamě Build-A-Bear Workshop a zahrála si roli Darly ve filmu The Poker House z roku 2008. V roce 2010 se objevila v televizním seriálu stanice Disney Channel Zeke a Luther a ten samý rok si zahrála v televizním filmu Rande s hvězdou. 29. dubna 2011 byl zveřejněn film Maturiťák, ve kterém si zahrála Simone Daniels. Ve filmu dále hráli Nicholas Braun, Nolan Sotillo a Aimee Teegarden.
V roce 2013 získala roli Daviny v televizním seriálu stanice The CW The Originals. Později v roce 2013 získala roli ve filmu 16 South, po boku Luka Benwarda. V roce 2017 byla obsazena do hlavní role seriálu Alive in Denver. V roce 2018 získala vedlejší roli Harper v seriálu stanice Freeform Vzhůru ke hvězdám. V červnu 2018 získala hlavní roli v dramatickém seriálu Nepohádky.

## Filmografie

### Film
| Rok  | Název               | Role            | Poznámky            |
| ---- | ------------------- | --------------- | ------------------- |
| 2008 | The Poker House     | Darla           |                     |
| 2011 | Maturiťák           | Simone Daniels  |                     |
| 2012 | Tajný agent v sukni | Cindy Needleman |                     |
| 2014 | 16 South            | Katie Baker     |                     |
| 2016 | Race to Redemption  | Hannah Rhodes   |                     |
| 2017 | F the Prom          | Maddy           |                     |
| 2018 | Shrimp              | Jess rande      | krátkometrážní film |
| 2018 | Prominenti          | Halle           |                     |
| 2018 | Ghost Light         | Juliet Miller   |                     |
| 2019 | Being Frank         | Allison         |                     |

### Televize
| Rok       | Název             | Role             | Poznámky                                          |
| --------- | ----------------- | ---------------- | ------------------------------------------------- |
| 2006-07   | Útěk z vězení     | Gracey Hollander | 5 dílů                                            |
| 2010      | Rande s hvězdou   | Jessica Olson    | TV film (Disney Channel)                          |
| 2010      | Zeke a Luther     | Dani             | díl: „Double Crush“                               |
| 2012      | V těle boubelky   | Carla Middlen    | díl: „Family Matters“                             |
| 2013–2018 | The Originals     | Davina Claire    | Hlavní role (1.-3. řada), Host (4. řada), 68 dílů |
| 2017      | Hell's Kitchen    | samu sebe        | díl: „Aerial Maneuvers“                           |
| 2017–2018 | Runaways          | Eiffel           | 6 dílů                                            |
| 2018      | Fotbalový talent  | Hadley           | díl: „Pilot“                                      |
| 2018      | Alive in Denver   | Liz              | 8 dílů                                            |
| 2018      | Vzhůru ke hvězdám | Harper           | vedlejší role, 9 dílů                             |
| 2018–2020 | Nepohádky         | Kayla            | hlavní role, 20 dílů                              |

### Reklama
| Rok  | Název                | Role        | Poznámky |
| ---- | -------------------- | ----------- | -------- |
| 2008 | Buil-A-Bear Workshop | Mladá dívka |          |